# Ignazio Porro
Pour les articles homonymes, voir Porro.
Paolo Ignazio Pietro Porro (Pignerol, le 25 novembre 1801 -- Milan, le 8 octobre 1875) est un inventeur, opticien et topographe Italien.

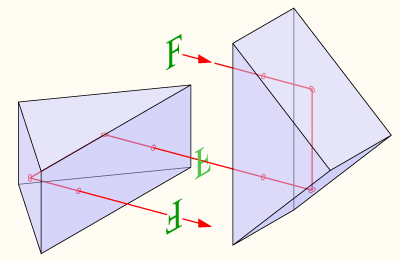
prismes de Porro

## Activité
On lui doit les prismes que l'on trouve dans les jumelles (prismes de Porro), le tachéomètre (télémètre stadimétrique).
Il introduisit le téléobjectif en photographie lors de son séjour à Paris où il fit une photo du Panthéon à un kilomètre de distance en 1852.
Il fut le premier à effectuer l'analyse spectroscopique de la lumière émise par une comète, à l'occasion du passage de la comète Donati en 1858.
Il a également participé à la création de plusieurs écoles en Italie et l'Istituto Tecnico Industriale Statale de Pignerol lui est dédié.